# Пом'яники
Пом'яники (синóдики, субíтники́) — рукописні книги, до яких записували імена померлих для поминання в церквах. П. були родинні, монастирські, цехові та П. братств. У деяких П. є відомості про політичних і культурних діячів, згадки про історичні події. Інколи мали форму сувоїв пергаменту. Окремі П. відзначалися мистецьким оформленням. У 1695 Львівське братство надрукувало братський П. З рукопису 1605 М. Максимович у 1841 опублікував уривки П. Луцького братства, 1892 С. Голубєв видав П. Києво-Печерської Лаври кін. 15 — поч. 16 ст. (оригінал його зберігається в Державній історичній бібліотеці України). В 1962 у Вінніпегу вийшла друком факсимільна репродукція П. 15 ст. з с. Городища (тепер Сокальського району Львівської області). П. — цінне джерело до вивчення антропоніміки і генеалогії.
Пом'яники, синодики — списки ревнителів православ'я, які поминалися православною церквою за літургією в певні дні року та тижня. Існує 2 основних типи П. — соборно-чинний і вкладний. Перший виник у Візантії в 9 ст. в пам'ять перемоги Церкви над іконоборством, пізніше через болгарське та сербське посередництво став відомий на Русі й одержав назву — чин православ'я. Цей чин вшанування відзначався у великих соборах і монастирях, формувався вищою духовною та великокнязівською владою. Другий — вклади на помин душі, які записувалися до П. Велися при монастирях, церквах довіреними особами. Монастирські П. поділялися на кілька відділів — в один вносилися імена духовних — патріархів, митрополитів, єпископів, архімандритів, ігуменів, братії, у другий — князівські, боярські, шляхетські, дворянські роди, далі — міщанські, козацькі, посполиті. Якщо вписувалися з родом, то обов'язково вказувалися походження і прізвище. Імена записувалися не в родовому, а в знахідному відмінку, заборонялося писати прізвиська і нехристиянські імена. Вказувалися вклади на помин душ померлих. В імущих — це були села, земельні угіддя, млини, церковне начиння, у бідніших верств — одяг, полотно, досить часто — церковнослужебні книги. П. є предметом дослідження спеціальної історичної дисципліни — синодикології. Вони містять важливий матеріал для генеалогії князівських і шляхетських родин, родинних відносин, звичаїв, топоніміки та антропоніміки, монастирських володінь тощо. Інколи в передмовах до П. містилися короткі літописні замітки, вірші про невідворотність смерті (у пом'янику Київського Свято-Михайлівського Золотоверхого монастиря, 16 ст.). Записи супроводжувалися короткими повідомленнями про стихійні лиха, воєнні дії, доброчинні справи. Найдавніші П. — Любецький синодик, пам'ятка 13—14 ст., зберігся в копії 17 ст., продовжений по 18 ст., та Києво-Печерський кінця 15 — початку 16 ст., у списку якого був відновлений давній пом'яник, який, очевидно, згорів під час нашестя на Київ 1482 кримського хана Менглі-Гірея I. Відомі П. Київського Свято-Михайлівського Золотоверхого монастиря (16 ст.), Київського Межигірського Спасо-Преображенського монастиря (17 ст.) та ін.